# Alfa Herculis
Ras Algethi (Alfa Herculis, α Her, α Herculis, Rasalgethi) není navzdory svému označení alfa nejjasnější hvězda v souhvězdí Herkula, tou je Beta Herculis. Flamsteed ji označuje 64 Herculis.
Pojmenování pochází z arabského رأس الجاثي ra's al-jaθiyy, což znamená hlava klečícího. V zobrazeních souhvězdí Herkula bývá tato postava znázorňována v klečící poloze s hlavou směřující na jih. Její latinský název Caput ingeniculi, který byl dříve používán, má stejný význam.
α Her je nepravidelně proměnný červený veleobr, jehož průměr je asi 800 milionů kilometrů (600krát větší než průměr Slunce, i když existují dohady[kdo?] že je to „pouze“ 400krát). Jedná se o jednu z největších hvězd, které známe. Kdybychom ji umístili do sluneční soustavy místo Slunce, pohltila by všechny planety až po Jupitera (včetně něj). Hvězda má, stejně jako jiní červení veleobři, velmi nízkou průměrnou hustotu – 1 gram na m3. Povrchová teplota je také velmi nízká – 2 500 K. Její jasnost kolísá od 3,0 do 4,0 mag. s periodou kolem 90 až 100 dní. Do svého okolí vyvrhuje oblaka plynů, která se rozpínají rychlostí až 10 km/s.
V malém dalekohledu je možné spatřit ve vzdálenosti 4,3" žlutého obra, se kterým Ras Algethi tvoří vizuální dvojhvězdu. Žlutý obr má jasnost 5,39 mag., v porovnání s červeným veleobrem se však jeví nazelenalý nebo namodralý, zahalený do plynů z hlavní hvězdy. Spektroskopicky lze rozlišit, že se jedná o spektroskopickou dvojhvězdu s periodou 52 let.
Vzdálenost této trojhvězdy není přesně určena, odhady se pohybují mezi 282 a 430 ly, někde[kde?] dokonce 700 ly.